# Kabinett Rüdt
Das Kabinett Rüdt von Collenberg-Bödigheim bildete vom 26. Oktober 1850 bis zum 19. Mai 1856 die Landesregierung von Baden.
| Amt                               | Name                                                                 |
| --------------------------------- | -------------------------------------------------------------------- |
| Äußeres und großherzogliches Haus | Ludwig Freiherr Rüdt von Collenberg-Bödigheim                        |
| Inneres                           | Adolf Ludwig Freiherr Marschall von Bieberstein bis zum 2. Juni 1853 |
| Inneres                           | Friedrich Freiherr von Wechmar seit dem 2. Juni 1853                 |
| Justiz                            | Anton von Stabel bis zum 7. Oktober 1851                             |
| Justiz                            | Friedrich Freiherr von Wechmar seit dem 7. Oktober 1851              |
| Finanzen                          | Franz Anton Regenauer                                                |
| Krieg                             | August Freiherr von Roggenbach bis zum 7. April 1854                 |
| Krieg                             | Damian Ludwig seit dem 17. Mai 1854                                  |